# Julienne Marie
Julienne Marie, all'anagrafe Julianne Marie Hendricks (Toledo, 21 marzo 1937) è un'attrice e psicoterapeuta statunitense.

## Biografia
Figlia di John Hendricks ed Ethel Gyurko, studiò canto alla prestigiosa Juilliard School. Fece il suo debutto a Broadway ancora adolescente nel 1951 nella prima mondiale del musical The King and I, in cui interpretava la più giovane delle mogli del personaggio di Yul Brynner. Nel 1959 tornò a Broadway quando rimpiazzò Sandra Church nel musical Gypsy: A Musical Fable, interpretando così Gypsy Rose Lee accanto ad Ethel Merman per 585 repliche; la stessa Gypsy Rose Lee fu entusiasta della performance di Marie nei suoi panni.
Nel 1959 era stata candidata al Tony Award alla miglior attrice non protagonista in un musical per la sua performance in Whoop-Up, un premio a cui fu nuovamente candidata nel 1964 per la sua performance in Foxy; l'anno precedente aveva vinto il Theatre World Award per The Boys from Syracuse nell'Off Broadway. Tornò ancora a Broadway nel 1965 con Do I Hear a Waltz?, nel 1978 con Ballroom e infine nel 1980 con Charlie and Algernon. Si ritirò dalle scene nel 1983 e, dopo gli studi, intraprese una carriera di psicoterapeuta.

### Vita privata
Appena diciottenne sposò lo scrittore Gerald Kean e il matrimonio durò per sei anni dal 1955 al 1961. Nel 1964 incontrò James Earl Jones, che sposò nel 1968, ma da cui divorziò nel 1972. Dal 1974 fu sposata con John Scanlon e il matrimonio finì nel 2001, quando Scanlon morì per un infarto. Rimasta vedova, Marie si trasferì in Francia dove attualmente risiede.